# Signe V

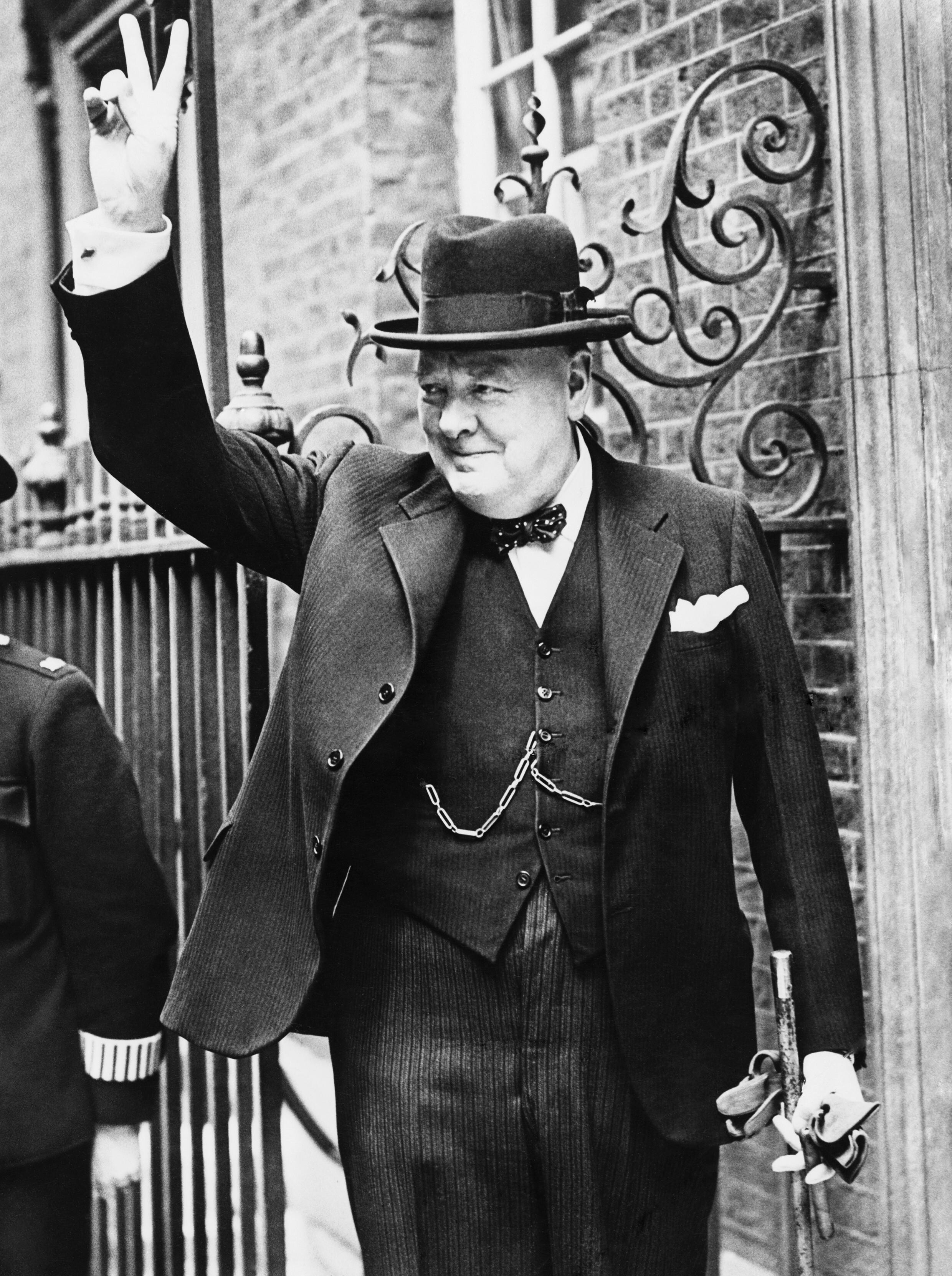
Churchill va sortir del número 10 de Downing Street el 5 de juny de 1943 amb el rètol Allied Victory V.

El signe V és un gest de la mà dirigit aixecant el dit índex i el dit mitjà per formar un " V ". Aquest signe, reconegut mundialment, indica generalment una victòria (d'aquí la lletra " V ”) O un èxit d'una manera que potser és més expressiva que un polze cap amunt .

## Diferents significats

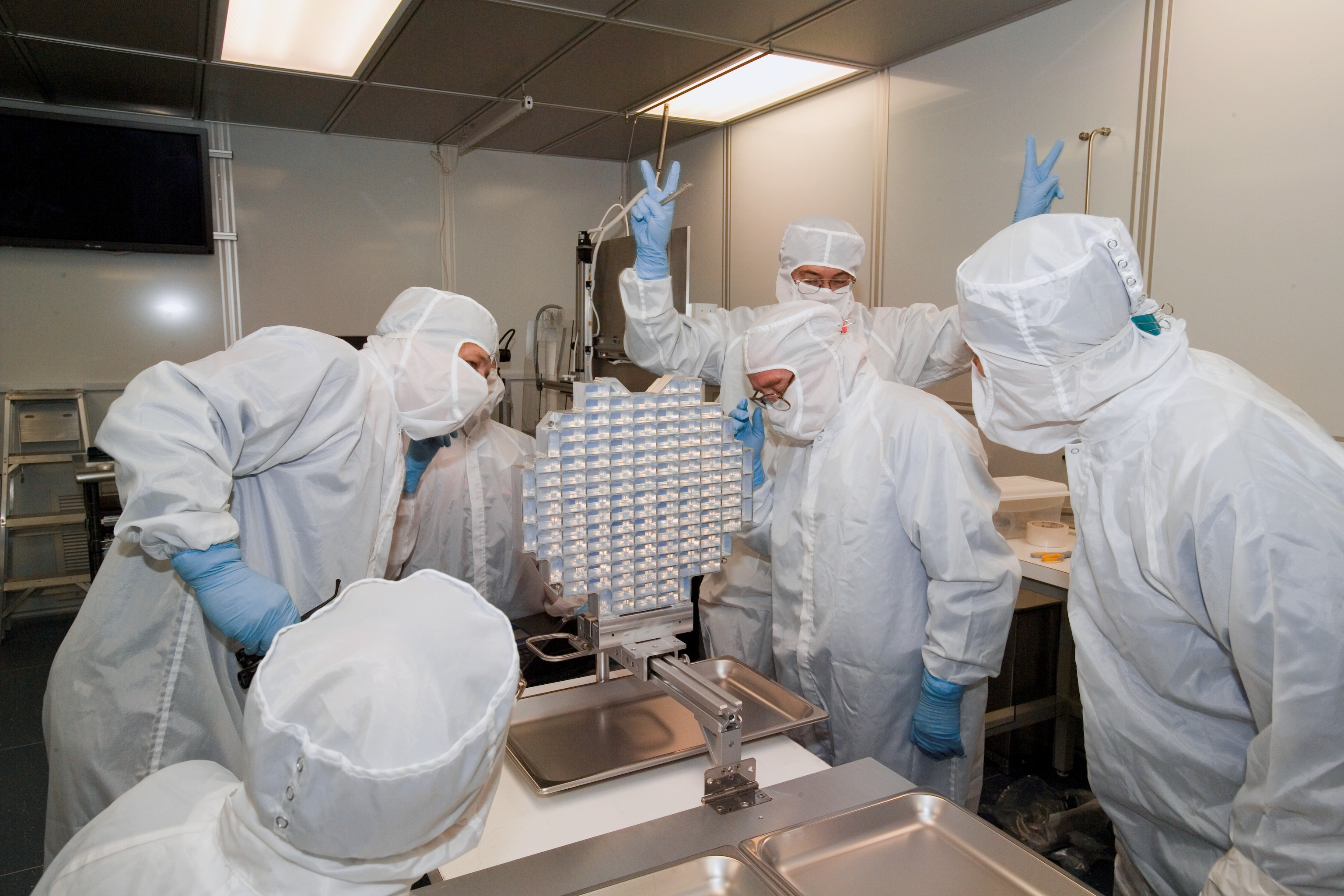
Un científic del Johnson Space Center fa el signe de la victòria després d'extreure la pols estel·lar recollida per la sonda espacial Stardust (gener de 2006).

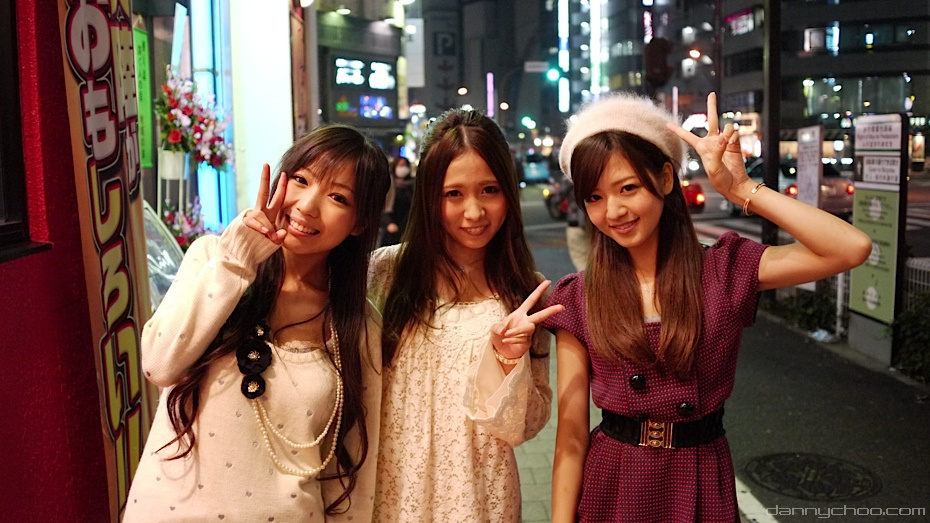
Joves dones japoneses fent un signe V (2010).

Aquest signe pot tenir diversos significats segons el seu context i com es fa.
Amb el dors de la mà mirant a la persona que fa el gest :
- La quantitat " dos " ;
- el signe de victòria o assoliment ;
- el signe de la pau ;
- salutació del motorista ;
- una broma a una persona a qui se li fan orelles de conill o orelles d'ase quan agita darrere del cap ;
- en l'escoltisme els llobatons fan la prometença amb un signe on els dits formen les orelles esteses ;
- al Japó i la Xina, quan es posa en fotos informals ;
- Els kurds utilitzen aquest signe per representar la pau (genèricament)

Amb el palmell de la mà mirant a la persona que fa el gest :
- signe utilitzat per ASALA ;
- un insult a la cultura anglesa i alguns països anglosaxons (Irlanda, Sud-àfrica, Austràlia i Nova Zelanda) ;
- als Estats Units, signe per representar la pau (genèricament).

Amb altres moviments :
- la lletra V en llengua de signes americana o francesa ;
- posar una paraula o frase entre cometes durant una conversa.

## Història
La referència més antiga al signe V es remunta al voltant de 1330 quan apareix als marges del saltiri de Macclesfield. En francès, la referència inequívoca més antiga data del XVI XVI. segle, en una obra de François Rabelais.

### V is for Victory

Winston Churchill celebra la victòria sobre Alemanya.

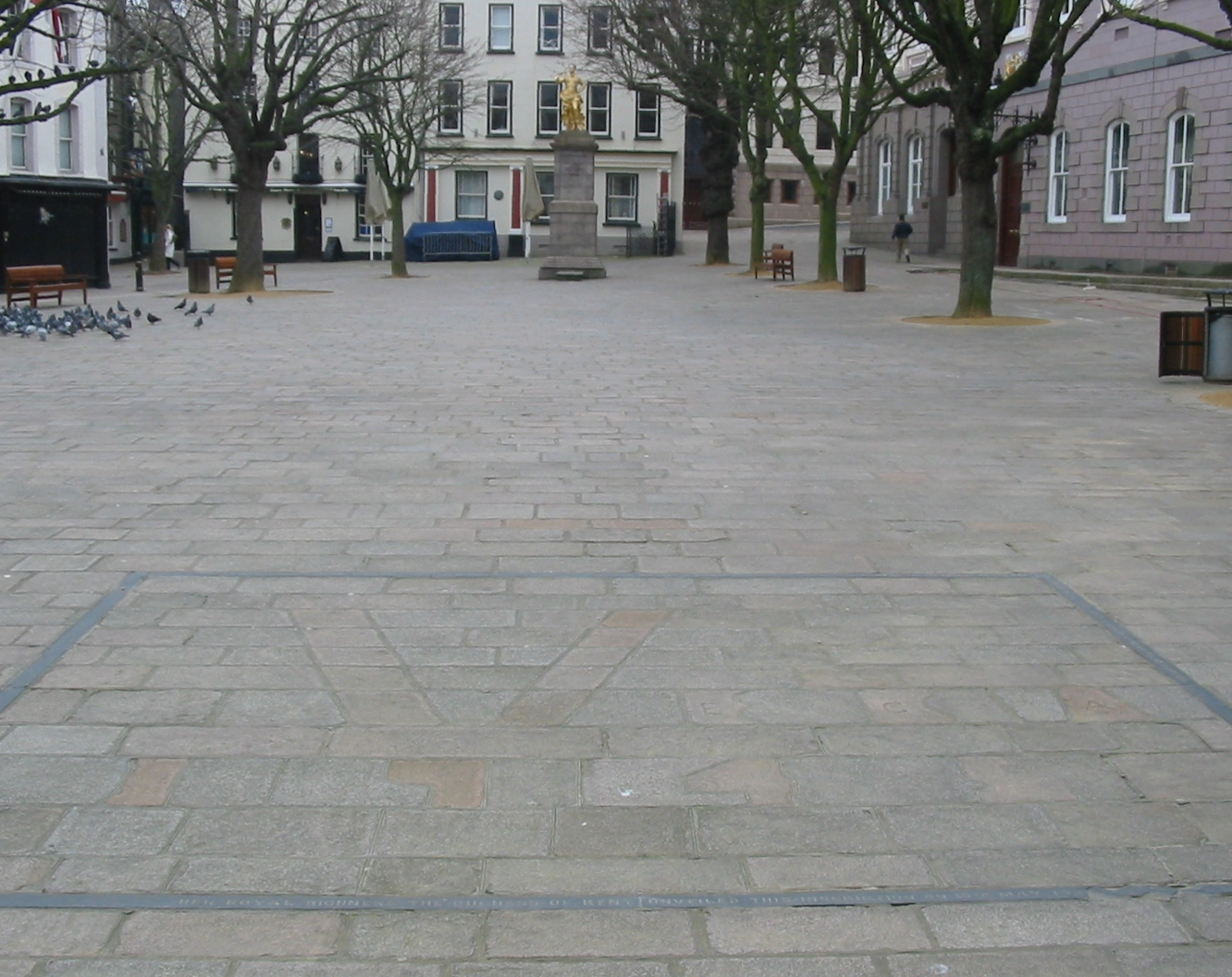
Durant l'ocupació de Jersey, un paleta va integrar davant els nassos dels ocupants una V en el paviment de la Place Royale (avui transformada en monument).

Va ser durant la Segona Guerra Mundial quan el signe V va adquirir tot el seu significat i es va convertir en un símbol patriòtic de la lluita antinazi. Va ser l'antic ministre belga Victor de Laveleye qui va proposar als belgues, el14 janvier 194114 de gener de 1941 a la ràdio BBC on és locutor, per utilitzar aquest símbol com a senyal de lluita contra l'ocupant. Assenyala que la V és la primera lletra de la paraula francesa "Victoire" i de la paraula holandesa "Liberté" (Vrijheid), una cosa més que fa que els flamencs i els valons estiguin units contra l'ocupant alemany. A més, és la primera lletra de la paraula anglesa Victory. La BBC transmet aquesta campanya, més tard anomenada " V campanya », A Bèlgica, els Països Baixos i el nord de França. el 27 de juny de 1941 s'afegeix una versió d'àudio, la V en codi Morse: •••—. Com que aquest ritme corresponia a les primeres notes de la Simfonia núm. 5 de Beethoven, aquest esdevingué l'indicatiu de les emissions destinades a l'Europa ocupada.
Winston Churchill s'adhereix a aquesta campanya i fa aquest gest tan bon punt hi ha un fotògraf. Aquest signe és després reprès per tota l'Europa ocupada pels alemanys i esdevé un signe antinazi.
Per a França, Charles de Gaulle va fer el signe en els seus discursos a partir de 1942. El V doncs albergava de vegades una creu de Lorena .
En alemany, "victòria" es tradueix com "Sieg". Els alemanys, tanmateix, van llançar una campanya de propaganda reutilitzant el símbol, al voltant de la paraula Victòria, per contrarestar la "V" dels aliats, però no va tenir l'èxit esperat,.
Molt més tard, el signe V també és utilitzat pel moviment Solidarność a Polònia com a símbol d'oposició al comunisme i al poder dominant.
A l'Àsia oriental i més particularment al Japó, el signe V ha estat popular des dels anys 60 i 70 després de la seva difusió per part dels mitjans de comunicació. : és, per tant, utilitzat freqüentment per persones que es fan una foto. L'any 2017, científics de l'Institut Nacional d'Informàtica (NII) del Japó van indicar que ara és possible suplantar una identitat capturant les empremtes dactilars d'algú que fes aquest signe en una foto.

### Signe de pau
En la dècada de 1960 als Estats Units, el signe va ser reprès pels moviments oposats a la guerra del Vietnam, però l'origen d'aquesta adopció roman obscur.

### Insult
L'origen d'aquest signe es remunta a la Guerra dels Cent Anys, que va veure que els anglesos s'oposaven als francesos. Durant diverses batalles, els arquers van tenir un paper decisiu en l'estratègia militar anglesa. Tant és així que quan els francesos van capturar un arquer anglès, li van tallar els dits índex i mig, ja que aquests dos dits són essencials per al tir amb arc. En senyal d'insult, els arquers anglesos haurien pres l'hàbit abans de la batalla de fer el senyal V als francesos. Aquí és d'on vindria el dit mitjà. Tanmateix, podria tractar-se d'una llegenda urbana.

### Hola motorista
A la dècada de 1970, Barry Sheene, campió del Gran Premi de motociclisme, solia saludar el seu públic amb un senyal de V a cadascuna de les seves victòries. Cada cop més ciclistes van adoptar aquest senyal com a salutació a la carretera i ara forma part del seu " codi de signe ". A Easy Rider, 1969, fan una salutació de motorista.

## Altres
El símbol Unicode defineix el signe V com a U + 270C (✌).